# Bohémond II d'Antioche
Pour les articles homonymes, voir Bohémond.
Bohémond II d'Antioche (né vers 1108 - février 1130) est un prince normand d'Italie, 2e prince de Tarente et 2e prince d'Antioche (1111-1130).

## Premières années

La principauté d'Antioche en 1135.

Né dans le sud de l'Italie vers 1108, Bohémond est le fils de deux parents prestigieux : Bohémond de Hauteville, 1er prince de Tarente et 1er prince d’Antioche, fils de Robert Guiscard, et Constance, fille du roi Philippe Ier de France.
Quatre ans avant la naissance de Bohémond, son père se rendit en Europe pour tenter d'obtenir un soutien militaire contre l'empire byzantin et il confia à son neveu Tancrède la responsabilité d'administrer Antioche. En septembre de la même année, Bohémond Ier fut contraint de signer le traité de Devol, par lequel il se reconnaissait vassal de l'empire et qui autorisait celui-ci à annexer la principauté à sa mort. 
Constance, dont le mariage avec Hugues de Blois venait d'être annulé, épousa Bohémond en 1106, à la cathédrale de Chartres. Les festivités se déroulèrent dans le palais de la princesse Adèle d'Angleterre, comtesse de Blois, qui avait également pris part aux négociations. Le marié en profita pour inciter la noblesse à partir combattre en Orient et négocia également le mariage de son neveu Tancrède avec la demi-sœur de Constance, Cécile de France. Après son mariage, Constance accompagna son mari en Apulie, où elle donna naissance à deux fils, Bohémond II, futur prince d'Antioche et Jean.
Lorsque son père mourut dans les Pouilles en 1111, Bohémond n'était encore qu'un enfant, grandissant dans le sud de l'Italie. Sa mère prit en charge le gouvernement de Tarente, tandis que l'empereur Alexis Ier Comnène envoyait des ambassadeurs auprès de Tancrède afin de lui réclamer la régence d’Antioche. Tancrède refusa et lorsqu'il mourut, en 1112, il légua le gouvernement de la principauté au fils de sa sœur, Roger de Salerne. Le statut de Roger pendant cette période est incertain : d'après Guillaume de Tyr, Tancrède faisait de lui son successeur « à la condition qu'à la demande de Bohémond ou de ses successeurs, il ne devait pas refuser de restituer la principauté », ce qui suggère que Roger était un simple régent au nom de l'enfant. Roger prit toutefois le titre de prince, ce qui prouve qu'il se considérait comme le légitime souverain d'Antioche. Foucher de Chartres l'accusa de priver « de son héritage son propre seigneur, le fils de Bohémond, qui vivait alors dans les Pouilles avec sa mère ». Des chartes émises dans les territoires italiens de Bohémond entre 1117 et 1119 soulignent sa position de fils du prince d'Antioche mais ne le désignent pas comme prince lui-même. Après la mort de Roger et celle de nombreux barons d'Antioche à la bataille du Champ de sang le 28 juin 1119, Baudouin II de Jérusalem accourut en Syrie pour sauver Antioche d'Ilghazi, le maître artuquide de Mardin. Les notables de la principauté proclamèrent Baudouin souverain d'Antioche mais en rappelant qu'il s'agissait de l'héritage de plein droit de Bohémond, d'après Gautier le Chancelier. Baudouin promit de restituer Antioche à Bohémond si celui-ci se rendait sur place. Tous donnèrent leur accord au projet de mariage du jeune prince avec la fille de Baudouin, la princesse Alix et décidèrent par ailleurs que Bohémond ne pourrait réclamer le paiement des prêts consentis pendant son absence de la principauté. Baudouin II fut capturé en 1123 et les bourgeois d'Antioche pressèrent alors Bohémond de rejoindre ses terres syriennes. D'après Guillaume de Tyr, le jeune prince aurait scellé un accord avec Guillaume II duc d'Apulie stipulant que le premier qui mourrait sans descendance laisserait par testament sa principauté à l'autre. Cette déclaration est douteuse.

## Prince d'Antioche
En 1124, âgé de 16 ans, il devint majeur et dirigea en personne la principauté de Tarente. En septembre ou octobre 1126, après son dix-huitième anniversaire et poussé par la mort de sa mère, il quitta le port d'Otrante pour la Palestine avec 24 navires pour prendre les rênes de la principauté d'Antioche et se marier avec la princesse Alix de Jérusalem. Ses domaines en Italie furent administrés, soit par le pape Honorius II selon Alexandre de Telese, soit par le baron normand Alexandre de Conversano selon Romuald de Salerne. Il débarqua dans le port de Saint-Syméon en octobre ou novembre et se rendit à Antioche pour rencontrer Baudouin II, qui remit la principauté entre ses mains. 
Matthieu d'Edesse dépeint Bohémond comme ayant beaucoup de présence et de volonté. Badr ad-Daulah prit Kafartab peu de temps après l'arrivée de Bohémond mais celui-ci reprit rapidement la forteresse, début 1127, dont il massacra la population musulmane. D'après l'historien Steven Runciman, les attaques de Bohémond contre les Munqidhites de Shaizar, rapportées par Oussama Ibn Mounqidh, eurent lieu à la même époque.
Le jeune prince, suivant les traces paternelles, se lança dans une audacieuse politique militaire, multipliant les raids contre Alep. 
Les années qui suivirent furent marquées par le conflit avec Josselin Ier comte d'Edesse, peut-être parce que Josselin avait repris à Il-Bursuqi émir de Mossoul, des territoires ayant autrefois appartenu à Antioche et Bohémond refusa de lui donner Azaz, pourtant promise par Roger de Salerne comme dot de la deuxième épouse du comte, Marie de Salerne. Profitant de l'absence de Bohémond parti guerroyer, Josselin envahit Antioche avec l'aide de mercenaires turcs, pillant les villages le long de la frontière. Bernard de Valence, Patriarche latin d'Antioche, lança un anathème contre le comté d'Edesse et Baudouin II de Jérusalem accourut en Syrie pour tenter une médiation entre les deux hommes début 1128. Josselin, gravement malade, accepta de restituer à Bohémond ses terres et de lui rendre hommage. Mais ces tensions avaient permis entretemps à Imad ad-Din Zengi, le successeur d'Il-Bursuqi's, de prendre Alep sans résistance le 28 juin 1128. 
Guillaume II d'Apulie étant entretemps décédé sans descendance le 25 juillet 1127, le pape Honorius III tenta d'empêcher Roger II de Sicile, cousin à la fois de Bohémond et du défunt Guillaume, mais Roger ne lui obéit pas : en mai 1128, il envahit les terres italiennes de Bohémond et captura Tarente, Otrante et Brindisi sans résistance. Il compléta la conquête de toute la principauté vers le 15 juin.
De son côté, Baudouin II profite des dissensions entre les Hashishim et Buri Taj el-Moluk, atabeg de Damas, pour en envahir le territoire et assiéger Banias en novembre 1129. Bohémond l'accompagne, de même que Josselin, mais le siège doit être levé à la suite d'un violent orage. En 1130, il lança une seconde expédition en Cilicie, combattant entre Mamistra et Anazarbe et en février 1130, il trouva la mort dans une embuscade près d'Anazarbe, alors sur les bords de l'Euphrate, en combattant les Turcs Seldjoukides de Gümüştekin, émir danichmendide, appelé à la rescousse par Léon Ier de Cilicie. Décapité au combat ou après sa mort, sa tête blonde fut embaumée dans du camphre et envoyée à Al-Mustarchid calife abbasside de Bagdad. D'après Michel le Syrien, les Turcs tuèrent Bohémond faute de l'avoir reconnu : dans le cas contraire, ils l'eussent maintenu en vie pour pouvoir en obtenir une rançon.
Il laissait une unique fille, âgée de 3 ans, Constance, qu'il avait lui-même désignée comme héritière du trône. La succession fut néanmoins troublée par la mère de l'enfant, qui, en plus d'une occasion, tenta de prendre la principauté d'Antioche à la jeune Constance, sans toutefois y parvenir. 

## Sources
- Guillaume de Tyr, Histoire des Croisades.
- Foucher de Chartres, Historia Hierosolymitana.